# پایپر جی-۵
پایپر جی-۵ (به انگلیسی: Piper_J-5) یک هواگرد از نوع غیرنظامی چندمنظوره سبک ساخت شرکت Piper Aircraft است. هواگرد پایپر جی-۵ نخستین پروازش را در ژوئیه ۱۹۳۹ میلادی انجام داد. در مجموع، تعداد ۱٬۵۰۷ فروند از این هواگرد ساخته شده‌است.